# Maxwell Davis
Thomas Maxwell Davis jr. (Independence (Kansas), 14 januari 1916 – Los Angeles, 18 september 1970) was een Amerikaanse saxofonist (swing, jazz, r&b), arrangeur, producent en orkestleider.

## Biografie
Davis werd geboren in 1916 in Independence, Kansas. In 1937 verhuisde hij naar Los Angeles, Californië, waar hij saxofoon speelde in het orkest van Fletcher Henderson. Na enkele jaren spelen van swing en jazz werd hij meer betrokken bij het West Coast r&b-circuit in het midden van de jaren 1940 en was hij steeds een regelmatige sessiemuzikant en arrangeur voor de snel groeiende onafhankelijke platenmaatschappijen als Aladdin Records. Hij nam ook op met de Jay McShann band, met de bluesshouter Jimmy Witherspoon. In 1952 speelde Davis op tal van r&b's van Percy Mayfield, Peppermint Harris, Clarence 'Gatemouth' Brown, T-Bone Walker, Amos Milburn en anderen. Hij heeft ook gearrangeerd en gespeeld op Little Willie Littlefields K.C. Lovin voor Federal Records in 1952.
In 1955 verliet hij Aladdin en trad hij in dienst bij de gebroeders Bihari (en haar dochtermaatschappijen RPM Records (Verenigde Staten), Crown Records en Kent Records) als muzikaal directeur en producent. Als de belangrijkste bandleider van de Biharis arrangeerde Davis de muziek en ontdekte hij de muzikanten. Hoewel zijn succespercentage daarna begon af te nemen, werd hij beschouwd als een oudere volksleider en als de vader van de West Coast r&b.
Maxwell Davis is een onbezongen held van de vroege rhythm-and-blues, aldus de songwriter en producer Mike Stoller. Hij produceerde in feite alle grammofoonplaten voor Aladdin, Modern Records en alle lokale onafhankelijke r&b-gezelschappen in het begin van de jaren 1950, eind jaren 1940 in Los Angeles.
Zijn laatste opname activiteit was in 1969, als de producent van de zanger Z.Z. Hill.

## Overlijden
Maxwell Davis overleed in september 1970 op 54-jarige leeftijd aan een hartaanval.

## Discografie
- Calvin Boze met Maxwell Davis & His Orchestra: The Complete Recordings 1945-52 (Blue Moon)
- Charles Mingus: West Coast 1945-1949 (Uptown)
- T-Bone Walker: Sings the Blues, Singing The Blues (Imperial/Pathe, 1950–52)
- Lester Young: The Complete Aladdin Recordings of Lester Young (Blue Note, 1942–47)

### Als sideman
Met B.B. King
- 1956: Singin' the Blues (Modern Records)

- Bibliothèque nationale de France: cb139910398 (data)
- International Standard Name Identifier: 0000 0000 5319 1067
- Library of Congress Control Number: no98020383
- MusicBrainz: 3e6657c9-8fc4-4202-bc95-d678db594f16
- Virtual International Authority File: 44494572
- WorldCat: E39PBJkXBHgMVpVDWR3X34hWDq